# Maille (halieutique)
Pour les articles homonymes, voir Maille.

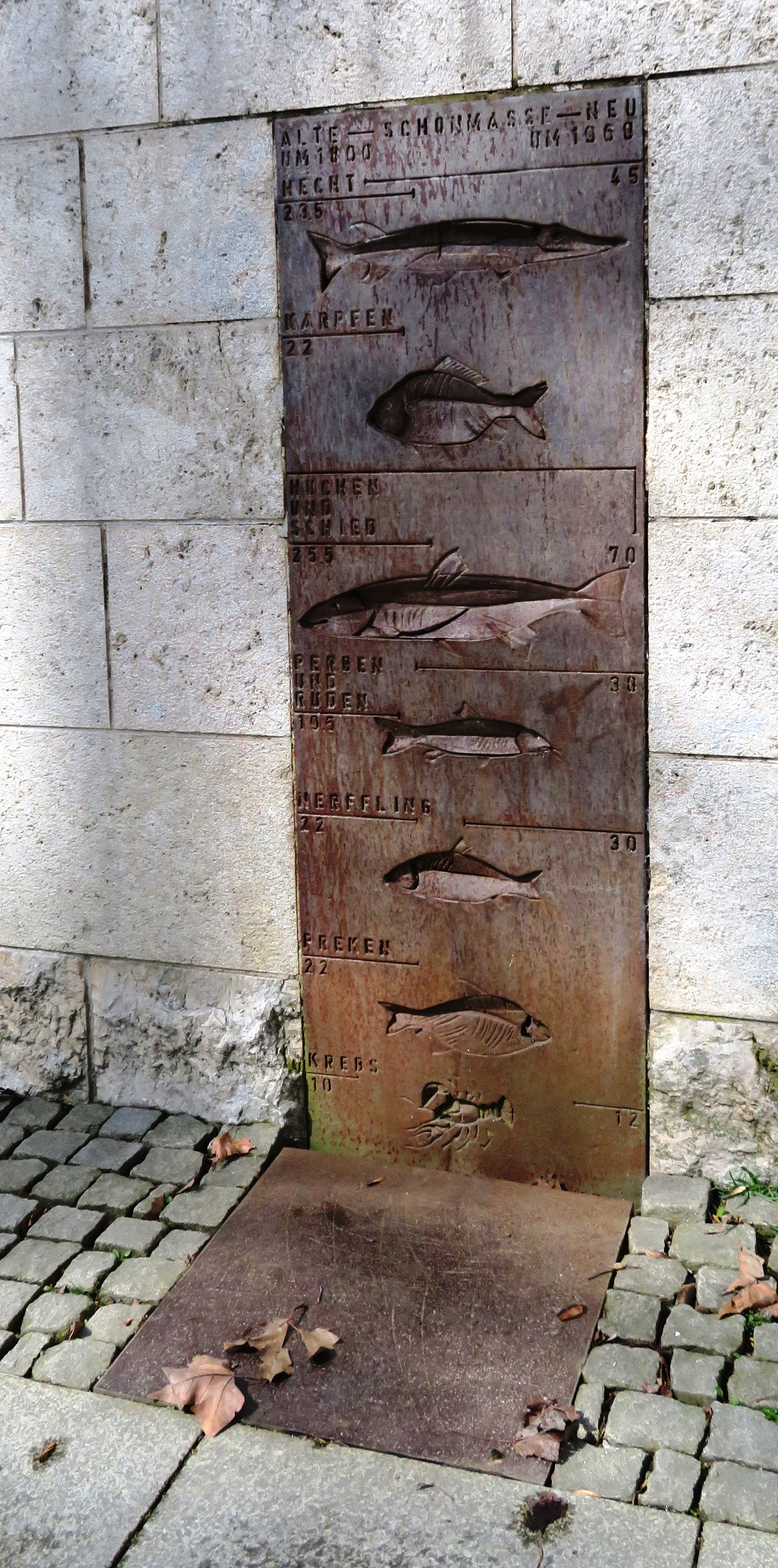
Aperçu des mesures de protection à Ingolstadt

Dans le domaine de la pêche, la maille est la taille minimale de conservation, par espèce et par zone, d'un poisson pêché.

## Mailles réglementaires
Les tailles minimales légales sont fixées en France par l'arrêté du 16 juillet 2009 déterminant la taille minimale ou le poids minimal de capture et de débarquement des poissons et autres organismes marins ainsi que par de nombreux textes de référence édictés par la Communauté européenne. Selon les termes de la loi (Art.R. 236-23 du Code Rural), « la taille minimale de capture est censée permettre l'accomplissement de la première reproduction pour chaque espèce ». Il s'agit d'un outil de gestion du peuplement des lacs, étangs et cours d'eau. Pour vérifier le caractère réglementaire d'une prise, la mensuration est à effectuer à l'unité inférieure.  
Certains départements ont pu expérimenter une maille modulable selon les cours d'eau.

## Unités
Les mailles peuvent être exprimées en différentes unités en fonction de l'espèce dont il s'agit. L'unité la plus générale est le centimètre. Cette unité est cependant délicate à utiliser : selon les espèces, c'est la longueur totale (LT) ou la longueur fourche (LF) qui doit être considérée.  Les autres unités couramment utilisées sont le nombre de pièces par kilogramme pour les petites espèces de poissons (anchois, maquereau, sardine), le kilogramme par poisson pour les espèces plus grandes. Pour les crevettes, la maille est exprimée en nombre de pièces par kilogramme. Pour les crustacés ou coquillages, la maille est exprimée respectivement en largeur de carapace et largeur de coquille.

## Effet évolutifs
L'application régulière de la maille a sans doute des effets évolutifs négatif sur les populations en sélectionnant les poissons à plus faible taille ou à croissance plus lente.